# Hermiones

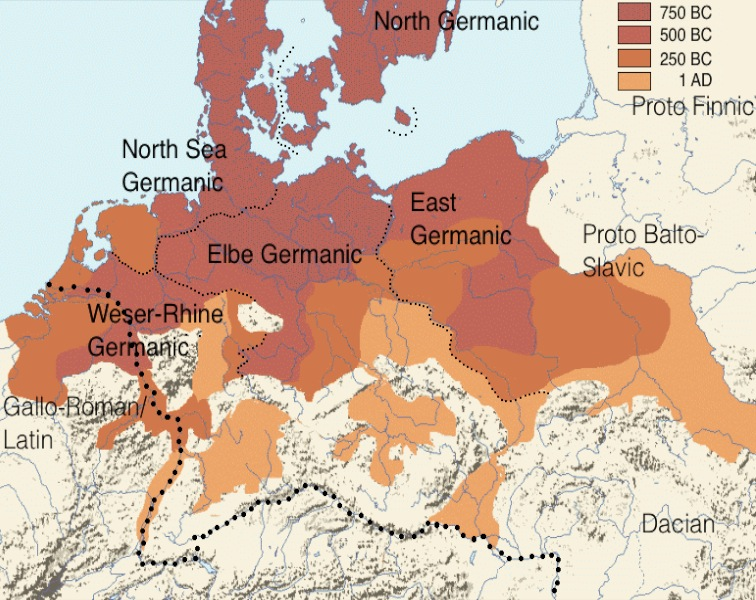
Distribución de las primeras tribus germánicas.

Los hermiones o irminones fueron un grupo de antiguas tribus germánicas establecidas en la cuenca del Elba, que se extendieron en el siglo I por Baviera, Suabia y Bohemia. El hermínico o germánico del Elba es un término usado habitualmente para agrupar ciertos dialectos de las lenguas germánicas occidentales, ancestros del alto alemán.
El nombre de hermiones proviene de la Germania de Tácito (98 d. C.) que los clasifica como una de las tribus de Mannus. Otras prototribus germánicas fueron los ingaevones e istvaeones, todos ellos habitantes de la región central de Germania. Se les ha considerado los predecesores de los suevos, y se ha incluido entre estos últimos a los semnones (relacionados con los alamanes), los cuados, los marcomanos, los bávaros o los lombardos.
Pomponio Mela escribe en su De Chorographia (III.3.31), en referencia al Kattegat y las aguas que rodean las islas danesas (ver el Codanus seno):

En la bahía son los cimbrios y los teutones; más adelante, la gente más alejada de Germania, los hermiones.

Mela empieza a hablar luego de los escitas.
En su Naturalis historia (4.100), Plinio el Viejo afirma que los hermiones incluyen a los suevos, hermundurios, catos y queruscos.
En Nennius el nombre Mannus (véase Madhr) y sus tres hijos aparecen en una forma corrompida, el antepasado de los hermiones aparece como Armenon. Sus hijos están aquí gothus, valagothus/balagothus, cibidus, burgundus y longobardus, de donde vendrían los godos (ostrogodos, visigodos, godos de Crimea), valagoths/balagoths, Cibidi, burgundios y lombardos/longobardos.
Es posible que hubiera ciertas diferencias entre las tribus de los alamanes, hermundurios, marcomanos, cuados y suevos ya en el siglo I. En este momento, los suevos, marcomanos y cuados se habían desplazado al suroeste en el área de la moderna Baviera y Suabia. En 8 a. C., los marcomanos y cuados desplazaron a los boyos de su Bohemia natal.
El término suevo se aplica generalmente a todos los grupos que se trasladaron a esta zona, aunque más tarde en la historia (ca. 200) el término alamanes (que significa "todos los hombres") se aplicó comúnmente al grupo.
Jǫrmun, la forma vikinga para el nombre Irmin, se puede encontrar en varios lugares en la Edda poética como el nombre de Odín.